# Honda NS500
Honda NS500 — гоночний мотоцикл, розроблений компанією Honda Racing Corporation для участі у чемпіонаті світу з шосейно-кільцевих мотоперегонів MotoGP на заміну чотиритактного NR500. Випускався у 1982-1983 роках. Був оснащений трициліндровим двотактним двигуном типу V3. На Honda NS500 Фредді Спенсер виграв чемпіонат світу з шосейно-кільцевих мотоперегонів MotoGP у класі 500cc.
Після відносно короткого терміну експлуатації модель Honda NS500 була замінена ще більш успішною Honda NSR500.

## Історія

### Розробка мотоциклу
До моделі NS500 компанія Honda не мала значних успіхів у найпрестижнішому класі шосейно-кільцевих мотоперегонів MotoGP 500сс, що відображалося на престижі компанії. У кінці 1970-тих —початку 1980-тих в королівському класі домінували Yamaha та Suzuki. Попередня модель NR500 хоч і була самою інноваційною в історії компанії, проте не могла забезпечити достатньої надійності.
Врешті решт, керівництвом Honda Racing Corporation було прийнято рішення про розробку нового двотактного двигуна. Запропонована модель NS500 повинна була б мати більш високу продуктивність, ніж NR500.
В середині сезону 1981 року інженери компанії почали розробку мотоциклу NS500. Керівником проекту був призначений Сінічі Міякочі — ветеран-інженер, який розробляв двигуни для мотоциклів MotoGP в 1960-х, під час панування Honda у серії. Коли почався розвиток моделі NR500, Міякочі розробляв двигуни для мотокросових мотоциклів.
Оригінальною концепцією Міякочі на початку проектування було зробити NS500 «компактним, легким мотоциклом». Таким чином, як тільки він отримав завдання спроектувати 2-тактний гранпрійний мотоцикл, Міякочі відвідав Нідерланди в червні 1981 року і спостерігав там гонку Гран-Прі, яка відбувалася в Ассені. Там він встановив, що між мотоциклами класів 350сс та 500сс різниця є досить незначною. Найшвидший байк в 350 кубовому класі міг стартувати в гонці 500-того класу з позиції в другому ряду (4-6 місця).
Міякочі вирішив проектувати мотоцикл, який, хоча і був оснащений двигуном об'ємом 500 см³, мав би компактні розміри байку класу 350сс та меншу фронтальну проєкцію. Сам двигун повинен був бути призначеним для оптимального управління, а не для вищої максимальної швидкості. Це був би мотоцикл, побудований для досягнення загального балансу.
Міякочі доніс свою ідею співробітникам, кожен з яких працював над зниженням ваги окремих елементів базового мотоцикла NR500. Для зменшення розмірів було представлено унікальний 2-тактний, 3-циліндровий V-подібний двигун. Впускний клапан був розроблений по типу «ведучого» (який використовується у мотокросових мотоциклах), а не звичайний роторного типу (використовується для шосейних байків). Ведучий клапан дозволи збільшити потужність двигуна.
Зменшення розмірів стосувалися не лише двигуна. Наприклад, були зменшено розмір свічок запалювання. Колісна база була зменшена на 25 мм. Це дало можливість керувати NS500 так само легко, як ніби це був мотоцикл класу 350сс. Крім того, у підвісці NS500 були застосовані нові технології, напрацьовані Honda у мотокросі, що значно підвищило боєздатність і маневровість.
Honda NS500 розвивав максимальну потужність 120 к.с. при 11 000 об./хв. і максимальний обертовий момент 8 кг-м при 10 500 об./хв.

### Участь у гонках
У сезоні 1982 року Honda NS500 дебютував у MotoGP. На ньому виступали: «Швидкий» Фредді Спенсер, Таказумі Катаяма, та Марко Лючінеллі, який був у 1981 році чемпіоном світу. Хоча базовим мотоциклом команди був визначений NS500, вона продовжувала використовувати також NR500, на якому виступав Рон Хаслам.
У першій гонці сезону 1982 року і дебютній для Honda NS500, на Гран-Прі Аргентини, Фредді Спенсер піднявся на подіум, зайнявши третє місце. Цей подіум став першим для Honda з 1979 року. На сьомій гонці сезону, на Гран-Прі Бельгії, Спенсер вперше здобув перемогу на NS500, яка також стала першою для Honda за останні 15 років.
В підсумковій таблиці сезону 1982 року Спенсер зайняв третє місце, Катаяма сьому. На Honda NS500 було виграно дві гонки, Honda зайняла третє місце у заліку виробників. Такі результати визначили використання на сезон 1983 року лише NS500, модель NR500 залишила участь у Гран-Прі.
Почавши сезон 1983 року із трьох перемог поспіль, Спенсер продовжував перемагати на Honda NS500 на технічних треках. Хоча він був не в змозі перемогти гонщика Yamaha Кенні Робертса і його YZR на швидкісних треках, з кожною наступною гонкою Спенсер набирав все більше очок чемпіонату. Перед фінальною гонкою сезону у Спенсера було 132 очка, а у Робертса — 127. Це означало, що Фредді міг виграти чемпіонський титул, навіть якби він закінчив фінальну гонку на другому місці.
Дванадцятою і останньою гонкою було Гран-Прі Сан-Марино. Проте, навіть в умовах тиску цієї важливої події, Спенсер зайняв друге місце і виграв чемпіонський титул. Ця гонка також забезпечила Honda перемогу у заліку виробників.
У сезоні 1984 року на зміну NS500 був прийнятий новий мотоцикл NSR500 з 2-тактним 4-циліндровим двигуном.